# Stadsbrand van Dordrecht (1457)
De stadsbrand van 1457 behoort tot de grootste branden die Dordrecht geteisterd hebben.
Bij deze stadsbrand werden de kerk en de toren van de in de 14e en 15e eeuw gebouwde Grote of Onze-Lieve-Vrouwekerk zwaar beschadigd. 
De brand brak uit in de Kleine Spuistraat. Een groot deel van de stad, waaronder de Grote Kerk ging in vlammen op. Op het Jeruzalemskapel in de Grote kerk is een en ander op dramatische wijze afgebeeld.

## Voetnoten
1. ↑  Afbeelding van de grote brand van Dordrecht op de Jeruzalemskapel